# Службин, Степан Григорьевич
Степан Григорьевич Службин — советский хозяйственный и государственный деятель, Герой Социалистического Труда.

## Биография
Родился в 1927 году на территории современной Рязанской области. Член КПСС.
В 1943—1968 — прессовщик комбината № 150, бригадир прессовщиков Ступинского металлургического комбината Министерства авиационной промышленности СССР.
Указом Президиума Верховного Совета СССР от 22 июля 1966 года за выдающиеся заслуги в выполнении заданий плана 1959—1965 годов, создании и производстве новой техники присвоено звание Героя Социалистического Труда с вручением ордена Ленина и золотой медали «Серп и Молот».
Делегат XXIII съезда КПСС.
Умер в 1968 году в Ступине.

## Награды и звания
- Герой Социалистического Труда (22.07.1966)
- Орден Ленина (22.07.1966)